# Piddig
Piddig is een gemeente in de Filipijnse provincie Ilocos Norte op het eiland Luzon. Bij de laatste census in 2010 telde de gemeente bijna 21 duizend inwoners.

## Geschiedenis
In Piddig begon op 16 september 1807 een de Basi-opstand. De aanleiding van de opstand was de onvrede die onder de bevolking heerste vanwege het wijnmonopolie dat door de Spaanse koloniale heersers in 1786 was ingesteld. Hierdoor werd het verboden om nog langer de lokale van suikerriet gemaakt wijn, Basi genaamd, te produceren en was men gedwongen de door de Spanjaarden geproduceerde wijn af te nemen. De opstand werd 12 dagen later door een Spaanse troepenmacht uit Vigan beëindigd.

## Geografie

### Bestuurlijke indeling
Piddig is onderverdeeld in de volgende 23 barangays:
| - Ab-abut - Abucay - Anao - Arua-ay - Bimmanga - Boyboy - Cabaroan - Calambeg - Callusa - Dupitac - Estancia - Gayamat | - Lagandit - Libnaoan - Loing - Maab-abaca - Mangitayag - Maruaya - San Antonio - Santa Maria - Sucsuquen - Tangaoan - Tonoton |

## Demografie
Piddig had bij de census van 2010 een inwoneraantal van 20.606 mensen. Dit waren 572 mensen (2,9%) meer dan bij de vorige census van 2007. Ten opzichte van de census van 2000 was het aantal inwoners gegroeid met 1.547 mensen (8,1%). De gemiddelde jaarlijkse groei in die periode kwam daarmee uit op 0,78%, hetgeen lager was dan het landelijk jaarlijks gemiddelde over deze periode (1,90%).

De bevolkingsdichtheid van Piddig was ten tijde van de laatste census, met 20.606 inwoners op 216,2 km², 95,3 mensen per km².

## Geboren
- Teofilo Yldefonso (9 februari 1903), zwemmer